# إينولا هولمز 2
إينولا هولمز 2 (بالإنجليزية: Enola Holmes 2)‏ هو فيلم غموض أمريكي من بطولة ميلي بوبي براون، عديل اختار، ديفيد ثيوليس، هنري كافيل وهيلينا بونهام كارتر. صدر على منصة نتفليكس في 4 نوفمبر 2022.

## روابط خارجية
- إينولا هولمز 2 على موقع IMDb (الإنجليزية)
- إينولا هولمز 2 على موقع ميتاكريتيك (الإنجليزية)
- إينولا هولمز 2 على موقع روتن توميتوز (الإنجليزية)
- إينولا هولمز 2 على موقع نتفليكس (الإنجليزية)
- إينولا هولمز 2 على موقع ألو سيني (الفرنسية)
- إينولا هولمز 2 على موقع أول موفي (الإنجليزية)
- إينولا هولمز 2 على موقع فيلمافينيتي (الإسبانية)
- إينولا هولمز 2 على موقع قاعدة بيانات الفيلم (الإنجليزية)
- إينولا هولمز 2 على موقع ليتربوكسد (الإنجليزية)
- إينولا هولمز 2 على موقع كينوبويسك (الروسية)